# Jursko-mošonjsko-šopronska županija
Đursko-mošonjsko-šopronska županija odnosno Jurska županija (kod gradišćanskih Hrvata) (mađarski: Győr-Moson-Sopron megye) jedna je od 19 mađarskih  županija. Pripada regiji Zapadnom Podunavlju. Administrativno središte je Jura. Površina županije je 4208 km², a broj stanovnika 434 706. 

## Zemljopisne osobine
Nalazi se u sjeverozapadnoj Mađarskoj, u regiji Zapadnom Podunavlju (Nyugat-Dunántúl)
Susjedne županije su Komoransko-ostrogonska na istoku, Željezna i Vesprimska na jugu. Na zapadu graniči s Austrijom, a na sjeveru sa Slovačkom.
Gustoća naseljenosti je 105 stanovnika po četvornom kilometru. 
U Đursko-mošonjsko-šopronskoj se županiji nalazi 182 naselja.
Gradovi su: Jura, Šopron, Možun (Moson)-Ugarski Stari Grad (Mosonmagyaróvár), Černja (Csorna), Kapuja (Kapuvár), Šomierja (Jánossomorja), Tét, Pannonhalma, Herceško (Fertőd)

## Upravna organizacija
Hrvatska imena naselja prema ili

### Gradovi s županijskim pravima
- Jura (Đura, Vjura)
- Šopron (Šapron, Šopruonj)

### Gradovi
- Možun-Ugarski Stari Grad
- Kapuja
- Černja
- Šomierja
- Tét
- Pannonhalma
- Herceško
- Libanj
- Beled

### Velika sela i sela
| - Abda - Ačologa - Serginja - Agendof - Árpás - Rarovo - Babót - Bakonygyirót - Bakonypéterd - Bakonyszentlászló - Barbacs - Bágyogszovát - Bizonja - Bezi - Bodonhely - Bogyoszló - Berča - Bőny - Šrakanja - Cakóháza - Cirák - Csáfordjánosfa - Csapod - Csér - Csikvánd - Darnuovo - Dénesfa - Dör - Kliće - Remieta - Dunaszeg - Sempal - Širpienja - Bregac | - Edve - Egyed - Eđaš - Enese - Écs - Farád - Fehértó - Černa Guora - Felpéc - Fenyőfő - Buza - Endrišće - Umok - Rakuš - Siplaka - Gnjiva - Đaluofka - Gyarmat - Gyóró - Gyömöre - Győrasszonyfa - Ladmir - Győrság - Šivanj - Győrszemere - Győrújbarát - Győrújfalu - Zamlja - Lasovo - Huorka - Štruos - Hečkur - Ider - Vedešin | - Himod - Huvlja - Ikrény - Ivamba - Jobaháza - Kajárpéc - Károlyháza - Kemlja - Kisbabot - Kisbajcs - Kisbodak - Kisfalud - Kóny - Koljnof - Koroncó - Kunsziget - Lázi - Kajtištan - Lipluod - Livir - Maglóca - Magyarkeresztúr - Markotabödöge - Kanovo - Mečir - Mezőörs - Mérges - Mihályi - Mosonszentmiklós - Canig - Mórichida - Nagybajcs - Cinka - Luoža | - Nagyszentjános - Namišir - Nyalka - Nyúl - Ošlija - Tovinj - Páli - Pásztori - Pázmándfalu - Pér - Pristieg - Petőháza - Panjija - Potyond - Pusztacsalád - Pišće - Rakindrof - Ravazd - Rábacsanak - Rábacsécsény - Rábakecöl - Rábapatona - Rábapordány - Rábasebes - Rábaszentandrás - Rábaszentmihály - Rábaszentmiklós - Rábatamási - Kuopje - Répceszemere - Višija - Rétalap - Románd - Rujtuok - Šrolna | - Sikátor - Sobor - Sokorópátka - Varpač - Kiviežda - Sopronnémeti - Saknja - Szany - Szárföld - Szerecseny - Szil - Szilsárkány - Tarjánpuszta - Táp - Tápszentmiklós - Tárnokréti - Tényő - Töltéstava - Unda - Újkér - Újrónafő - Vadosfa - Vág - Vámosszabadi - Várbalog - Vásárosfalu - Veszkény - Veszprémvarsány - Vinak - Vitnja - Bielča - Zsebeháza - Zsira |

## Stanovništvo
U županiji živi 434 706 stanovnika (prema popisu 2001.).
- Mađari = 415 611
- Nijemci = 5 519
- Hrvati 3 481
- Romi, Bajaši = 1 669
- Rumunji = 253
- Slovaci = 195
- Ukrajinci 190
- Poljaci 164
- Slovenci 123
- Grci 122
- ostali

## Vanjske poveznice
- (engleski) Mađarski statistički ured - nacionalni sastav Đursko-mošonjsko-šopronske županije 2001.